# Gugsa Welle
Gugsa Welle (1875 - 31 de marzo de 1930), también conocido como Gugsa Wale, Gugsa Wolie y Gugsa Wele (citado como ras Gugsà Oliè en libros y enciclopedias italianos), fue comandante del ejército, emperador consorte de Etiopía y miembro de la familia imperial etíope. Representó a una elite gobernante provincial que a menudo estaba en desacuerdo con el gobierno central de Etiopía.
Welle nació en Marto en la provincia de Yejju. Era el hijo de Ras Welle Betul y el sobrino de la emperatriz Taytu Betul. Su media hermana, Kefey Wale, era la segunda esposa de Ras Mangesha Yohannes, el hijo natural del emperador Yohannes IV.  Prouty cita la opinión favorable de Bairu Tafla de Gugsa como "uno de los hombres más ilustrados de la nobleza etíope, un poeta famoso, gran amante de los libros y piadoso y justo en la administración de Begemder".
Taytu Betul arregló el matrimonio de Gugsa Welle con Leult Zewditu, la hija mayor del emperador Menelek II y una esposa anterior. Se casaron en 1900, seis años antes de su ascenso a la Emperatriz. Gugsa era su cuarto marido. Con su matrimonio con Zewditu, Welle fue promovido inmediatamente a Ras sobre la provincia de Begemder. Prouty indica que esta alianza permitió a la emperatriz Taytu extender su influencia sobre esta importante provincia. A pesar de la naturaleza política de este matrimonio, los dos estaban felices. Sin embargo, en 1909, Welle fue llamado a Addis Abeba por Menelek II para responder a la acusación de haber maltratado a Zewditu.
Welle estuvo cerca de convertirse en el poder detrás del trono durante la intriga que caracterizó los años de la senilidad del emperador Menelik II, ya que en 1909, la emperatriz Taytu hizo un gran esfuerzo para evitar el acceso de Lij Iyasu como sucesor de Menelik. Esto llevó al rumor de que la emperatriz Taytu y su hermano, Ras Wale Betul, tenían la intención de trasladar la capital a Gondar y convertir a Welle en el emperador. Sin embargo, la aristocracia Shewan estuvo de acuerdo en que su autoridad, posiciones y honores dependían de obedecer los deseos de Menelik, y se unieron detrás de Lij Iyasu como sucesor. A pesar de este revés, Welle inicialmente apoyó el statu quo resultante: cuando Dejazmach Abraha Araya se rebeló en Tigray, Gugsa apoyó a Dejazmach Abate Bwalu quien fue enviado para reprimir esta amenaza, ayudándolo a derrotar a Dejazmach Abraha en la Batalla del Lago Ashenge el 9 de octubre.
- Datos: Q844484
- Multimedia: Gugsa Welle / Q844484